# Tod D. Wolters

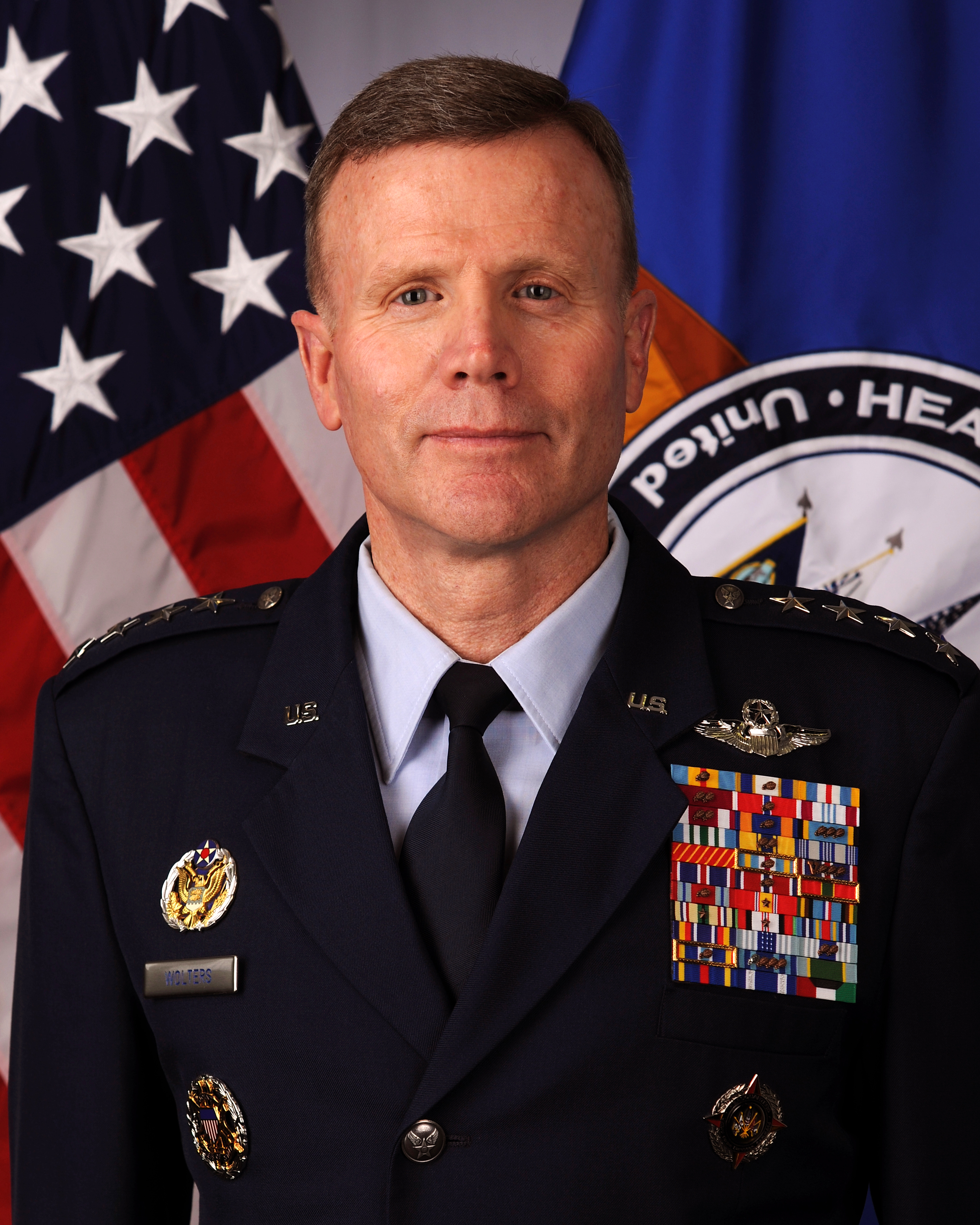
General Tod D. Wolters (2019)

Tod Daniel Wolters (* 13. Oktober 1960) ist ein pensionierter US-amerikanischer Viersternegeneral der United States Air Force. Ab 2. Mai 2019 war er Befehlshaber des United States European Command und ab 3. Mai 2019 in Personalunion Supreme Allied Commander Europe der NATO. Er folgte in dieser Doppelfunktion Curtis M. Scaparrotti, der in den Ruhestand ging. Er behielt dieses Kommando bis zum 1. Juli 2022. Dann wurde Christopher G. Cavoli, der bisherige Kommandeur des Großverbands United States Army Europe and Africa, sein Nachfolger.

## Militärische Karriere
General Wolters erhielt 1982 sein Offizierspatent als Absolvent der U.S. Air Force Academy. Er hatte verschiedenste Positionen inne und nahm neun Mal an Auslandseinsätzen teil, zum Beispiel in Afghanistan. Ab 28. August 2016 hatte Wolters das Kommando über die United States Air Forces in Europe – Air Forces Africa. Seit 2. Mai 2019 ist er Befehlshaber der United States European Command und Supreme Allied Commander Europe der NATO und damit Oberbefehlshaber der NATO.
Wolters ist ein erfahrener Pilot mit über 5000 Flugstunden, unter anderem in dem Kampfjet F-15.
Anfang Juli 2022 ging er nach dem Kommandowechsel in den Ruhestand. Zu seinem Nachfolger wurde General Christopher G. Cavoli, der bisherige Kommandeur der EUCOM Landkomponente United States Army Europe and Africa nominiert. Der Kommandowechsel fand am 1. Juli 2022 statt.

## Auszeichnungen
Auswahl der Dekorationen, sortiert in Anlehnung der Order of Precedence of Military Awards:
- Defense Distinguished Service Medal (2 x)
- Air Force Distinguished Service Medal (2 x)
- Defense Superior Service Medal
- Legion of Merit (3 x)
- Bronze Star (2 x)
- Defense Meritorious Service Medal
- Meritorious Service Medal (3 x)
- Air Medal (2 x)
- Aerial Achievement Medal (4 x)
- Joint Service Commendation Medal
- Air Force Commendation Medal (3 x)
- Air Force Achievement Medal
- Air Force Combat Action Medal
- Joint Meritorious Unit Award
- Air Force Outstanding Unit Award (4 x)
- Air Force Outstanding Unit Award (zweites Band für 5. Auszeichnung)
- Army Superior Unit Award
- Air Force Organizational Excellence Award (2 x)
- Combat Readiness Medal (2 x)
- National Defense Service Medal (2 x)
- Armed Forces Expeditionary Medal
- Southwest Asia Service Medal (2 x)
- Afghanistan Campaign Medal (2 x)
- Global War on Terrorism Expeditionary Medal
- Global War on Terrorism Service Medal
- Air Force Overseas Short Tour Service Ribbon
- Air Force Overseas Long Tour Service Ribbon (3 x)
- Air Force Expeditionary Service Ribbon (2 x)
- Air Force Longevity Service Award (9 x)
- Air Force Small Arms Expert Marksmanship Ribbon
- Air Force Training Ribbon
- NATO-Medaille der International Security Assistance Force
- Kuwait Liberation Medal